# شهرداری پتنیکا
شهرداری پتنیکا (به لاتین: Petnjica Municipality) یک منطقهٔ مسکونی است که در مونته‌نگرو واقع شده‌است. شهرداری پتنیکا ۱۷۳ کیلومتر مربع مساحت و ۵٬۴۸۲ نفر جمعیت دارد.